# Interne Nachschau
Unter einer internen Nachschau versteht man die Überprüfung der Angemessenheit und Wirksamkeit des internen Qualitätssicherungssystems einer Wirtschaftsprüferpraxis.  Hierdurch sollen die Einhaltung der geltenden Qualitätsnormen sichergestellt und der Leitung der Praxis Erkenntnisse über die Akzeptanz der Qualitätsmaßnahmen bei den Mitarbeitern vermittelt werden.
Die Verantwortung für diese Nachschau liegt bei der Geschäftsleitung. Die Durchführung darf an qualifizierte und erfahrene Mitarbeiter delegiert werden, wobei zur Erhöhung der Objektivität auf niederlassungs- bzw. abteilungsfremde Kollegen zurückgegriffen werden sollte.  Diese dürfen weder an der Auftragsdurchführung noch an der auftragsbezogenen Qualitätssicherung beteiligt gewesen sein. Die Auftragsprüfung kann für Prüfungsaufträge, die keine kapitalmarktorientierten Unternehmen betreffen, auch durch eine Selbstvergewisserung erfolgen. Ebenso darf ein externer Abschlussprüfer hierfür beauftragt werden. Die im Rahmen dieser Nachschau ermittelten Empfehlungen sollten durch die Geschäftsleitung umgesetzt werden.
Die interne Nachschau hat alle drei Jahre zu erfolgen und es muss von jedem Abschlussprüfer mindestens ein Auftrag untersucht werden. Die Organisation, die Durchführung und die Ergebnisse der Nachschau sind in geeigneter Form zu dokumentieren.